# Biocentrisme
El biocentrisme (del grec βιος, bios, "vida"; i κέντρον, kentron, "centre") és un terme aparegut en els anys 1970 per designar una teoria moral que afirma que tot ésser viu mereix respecte moral. Associat en els seus orígens amb l'ecologia profunda o radical, el biocentrisme pretén reivindicar el valor primordial de la vida.
Proposa que tots els éssers vius tenen el mateix dret a existir, a desenvolupar-se i a expressar-se amb autonomia i mereixen el mateix respecte al tenir el mateix valor. Advoca que l'activitat humana causi el menor impacte possible sobre altres espècies i sobre el planeta en si. Ateses les seves característiques, és una filosofia contrària al teocentrisme i antropocentrisme.
El biocentrisme no implica la idea d'igualtat dins del regne animal, ja que cap noció d'aquesta mena pot ser observada dins la natura, i donat que el pensament biocèntric està basat en una perspectiva des de la natura, no des de l'humà.
Funda el seu ideari en els conceptes d'interacció, la coevolució, la complexitat de les relacions entre les espècies, la no-discriminació, el tracte amb els animals, la cultura del que viu, la interactivitat dels sexes, la democràcia participativa, l'agricultura ecològica i l'ús de les energies renovables.